# Aleksandar Mišo Broz
Aleksandar Mišo Broz (Zagreb, 24. svibnja[nedostaje izvor] 1941.), umirovljeni je hrvatski diplomat i menadžer.    

## Životopis
Aleksandar Mišo Broz rođen je u Zagrebu 1941. godine. Sin je Josipa Broza Tita i Herte Haas. U vrijeme komunizma postavljen je na niz uglednih i značajnih položaja. Zadnji mu je bio u upravi Ine. Predsjednik Franjo Tuđman uzima ga u diplomatsku službu po osnivanju nove države, prvo je službovao u Rusiji i Egiptu, posljednje imenovanje bilo mu je za hrvatskog veleposlanika u Indoneziji (svibanj 2004. – 2009.).